# 幸田サーキットYRP桐山
幸田サーキットYRP桐山（こうたサーキットワイアールピーきりやま）は、愛知県額田郡幸田町にあるサーキットである。運営は山本石産株式会社。

## 概要
2003年11月9日同サーキットの運営・管理会社である山本石産株式会社が持っていた元採石場の跡地にオープン。
クルマ販売店の走行会やクルマ雑誌の新車試乗の取材に使用されたり、過去には全日本ジムカーナ選手権を開催した実績を持つ。

## コース
- 4輪・基本コース　1,085.416m
- レーシングカートコース　1,039.843m
- K-4レースコース・レンタルカートコース　1,031.494m
- 2輪コース　1,054.105m

## アクセス
- 自動車
  - 東名高速道路岡崎I.C.より 車で20分
  - 岡崎バイパス幸田桐山I.C.より 車で5分